# Boarmia molata
Boarmia molata är en fjärilsart som beskrevs av W. Warren 1901. Boarmia molata ingår i släktet Boarmia och familjen mätare. Inga underarter finns listade i Catalogue of Life.